# باس كويبرس
باس كويبرس (بالهولندية: Bas Kuipers) (17 أغسطس 1994 بأمستردام في هولندا - ) هو لاعب كرة قدم هولندي في مركز الدفاع. شارك مع منتخب هولندا تحت 21 سنة لكرة القدم. أما مع النوادي، فقد لعب مع أياكس أمستردام ونادي إكسلسيور وشباب أياكس.

## وصلات خارجية
- باس كويبرس على موقع قاعدة بيانات كرة القدم.إي يو (الإنجليزية)
- باس كويبرس على موقع Soccerway.com (الإنجليزية)
- باس كويبرس على موقع عالم كرة القدم.نت (الإنجليزية)